# Nachal Dovev
Nachal Dovev (hebrejsky: נחל דובב) je vádí v Horní Galileji, v severním Izraeli a Libanonu.
Začíná nedaleko vesnice Sasa, kde stéká ze severovýchodního úbočí bezejmenného kopce (kóta 838). Směřuje pak k severu zalesněným údolím, přičemž míjí turisticky využívané pozůstatky starověkého židovského sídla Bar'am, respektive pozdější arabské vesnice Kafr Bir'im, která byla vysídlena v roce 1948. Zde uhýbá k západu a z jihu míjí vesnici Dovev. Zleva do něj ústí vádí Nachal Tapuchim, Nachal Sasa a Nachal Godrim. Stáčí se k severu a prochází hlubokým údolím, které je na západě sevřeno svahy hory Har Godrim, na východě pahorkem, na němž stojí vesnice Dovev. Potom uhýbá k severozápadu, zprava přijímá vádí Nachal Gdajim a teče podél svahů hory Har Dovev, načež opouští území Izraele a vstupuje do Libanonu, kde pokračuje již pod jiným názvem.